# Murina ryukyuana
Murina ryukyuana es una especie de murciélago de la familia Vespertilionidae.

## Distribución geográfica
Es endémica de Japón, se puede encontrar en las islas de Okinawa, Amami y Tokuno.